# Красник, Иван Михайлович
Иван Михайлович Красник (30 июля 1906, Иванск, Чашникский район, Витебская область — 8 февраля 1957, Борисов) — Герой Советского Союза.

## Биография
Родился 17 (30) июля 1906 года в деревне Иванск ныне Чашникского района Витебской области Белоруссии в крестьянской семье. Окончив в 1928 году среднюю школу, работал плотником в коммуне.
В Красной Армии с 1928 года. Член ВКП(б)/КПСС с 1930 года. В 1932 году окончил Минское артиллерийское училище.
Участник Великой Отечественной войны с июня 1941 года. Сражался с гитлеровцами на Западном, Калининском, Ленинградском, 1-м Белорусском фронтах.
Командир 360-го гвардейского тяжёлого самоходного артиллерийского полка (33-я армия, 1-й Белорусский фронт) гвардии подполковник Иван Красник особо отличился 16-22 апреля 1945 года в боях на территории фашистской Германии.
Вверенный гвардии подполковнику Краснику полк прорвал оборону неприятеля в районе населённого пункта Визенау, расположенного в двенадцати километрах южнее города Франкфурт. Наступая юго-западнее посёлка Маркендорф, воины 360-го гвардейского тяжёлого самоходного артиллерийского полка оседлали шоссе Франкфурт — Берлин, отбив двенадцать ожесточённых контратак, в ходе которых уничтожили двадцать четыре танка и самоходных орудия, пятьдесят одно орудие, восемьдесят семь миномётов, сорок девять пулемётов, двадцать четыре дзота противника.
Указом Президиума Верховного Совета СССР от 31 мая 1945 года за умелое командование тяжёлым самоходным артиллерийским полком, образцовое выполнение боевых заданий командования на фронте борьбы с немецко-фашистскими захватчиками и проявленные при этом мужество и героизм гвардии подполковнику Краснику Ивану Михайловичу присвоено звание Героя Советского Союза с вручением ордена Ленина и медали «Золотая Звезда» (№ 7629).
После войны И. М. Красник продолжал службу в армии. В 1947 году он окончил Высшие офицерские курсы при Военной академии бронетанковых и механизированных войск. С 1956 года полковник Красник И. М. — в запасе.
Жил в городе Борисове Минской области Белоруссии. Скончался 8 февраля 1957 года. Похоронен в Борисове.
Награждён двумя орденами Ленина, тремя орденами Красного Знамени, орденом Отечественной войны 1-й степени, двумя орденами Красной Звезды, медалями.

## Награды
- Медаль «Золотая Звезда» Героя Советского Союза (31.05.1945);
- Два Ордена Ленина (31.05.1945, 05.11.1954);
- Три Ордена Красного Знамени (02.10.1944, 08.02.1945, 20.06.1949);
- Два Ордена Красной Звезды (04.09.1943, 03.11.1944);
- Орден Отечественной войны 1-й степени (18.10.1943);
- Медали.